# Baptême de l'air
Pour un article plus général, voir Baptême.
En aéronautique, le baptême de l’air désigne le premier vol à bord d’un engin volant (avion, hélicoptère, planeur, ULM, ballon, etc.). 

## Vol de découverte

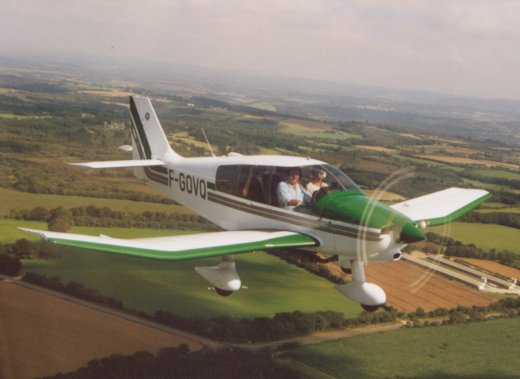
DR400 - l'avion type utilisé en France pour les baptêmes de l'air.

En France, au sein d’un aéro-club, d'un organisme de formation ou d'un organisme chargé de promouvoir l’aviation sportive et de loisir, un baptême de l’air est un vol (aéronautique) qui consiste en une promenade aérienne de 30 minutes maximum avec retour obligatoire au point de départ et un éloignement maximum de 40 km. Le baptême de l'air acrobatique (voltige) est également possible.
Renommés "vols de découverte" depuis 2016 par la DGAC, les baptêmes de l'air sont destinés à attirer de nouveaux stagiaires ou des nouveaux membres.
Ce type de vols n'est pas assimilé à une pratique commerciale (les clubs par exemple ne doivent pas en faire de publicité à titre onéreux ou ne peuvent le proposer sous forme de "coffrets cadeau", leur rémunération est uniquement destinée au club).

## Historique
La scène biblique illustrée dans la péricope évangélique du baptême du Saint-Esprit et de feu a fait florès et par analogie, le langage courant utilise le terme appelé baptême pour désigner tout début ou toute première expérience, baptême du feu, baptême de l'air, etc.